# Colin McAdam (voetballer)
Colin McAdam (Glasgow, 28 augustus 1951 – 1 augustus 2013) was een Schots voetballer.
Hij kwam uit voor Rangers tussen 1980 en 1985 en speelde als verdediger en aanvaller. McAdam speelde ook voor Dumbarton, Motherwell, Partick Thistle en Heart of Midlothian.